# Wieżyczka (roślina)
Wieżyczka (Turritis Tourn. ex L.) – rodzaj roślin należący do rodziny kapustowatych. Obejmuje dwa lub trzy gatunki. Wszystkie gatunki tu zaliczane występują w Europie, jeden z nich – wieżyczka gładka T. glabra rośnie poza tym w północno-zachodniej Afryce oraz w górach w jej części środkowej i wschodniej, w strefie umiarkowanej w Azji i Ameryce Północnej. Gatunek ten jest też jedynym przedstawicielem rodzaju w Polsce.

## Morfologia
PokrójRośliny dwuletnie i krótkotrwałe byliny, o pędach prosto wzniesionych, nierozgałęzionych w dole, ale często rozgałęziających się w górnej części, w górze sine i nagie, w dole pędu owłosione, włoski proste oraz rozwidlone.
LiścieOdziomkowe ogonkowe, skupione w rozetę przyziemną, zatokowo wcinane do pierzastych, rzadko całobrzegie. Łodygowe liście strzałkowatą lub uszkowatą nasadą obejmujące łodygę, ząbkowane lub całobrzegie.
KwiatyZebrane w grona silnie wydłużające się w czasie owocowania. Działki kielicha wzniesione, podługowate do lancetowatych. Płatki korony 4, białokremowe, żółtawe, rzadko różowe, wąskołopatkowate do równowąskich, bez paznokcia. Pręcików 6 z silnie podługowatymi lub równowąskimi pylnikami, z miodnikami u nasady nitek. Zalążnia górna ze 130–200 zalążkami. Słupek tęgi, krótki, z główkowatym znamieniem.
OwoceObłe lub nieco kanciaste, równowąskie łuszczyny wznoszące się lub odstające.

## Systematyka
Pozycja systematyczna
Rodzaj należy do rodziny kapustowatych (Brassicaceae), a w jej obrębie tworzy monotypowe plemię Turritideae. Gatunki tu zaliczane były w przeszłości włączane do rodzaju gęsiówka Arabis lub jako odrębny rodzaj sytuowane w plemieniu Arabideae. Analizy molekularne wykazały jednak, że tworzą one wyraźnie odrębną linię rozwojową bliższą plemieniu Camelineae, stąd wyodrębniane są nie tylko we własnym rodzaju, ale także plemieniu.
Wykaz gatunków
- Turritis brassica Leers
- Turritis glabra L. – wieżyczka gładka
- Turritis laxa (Sm.) Hayek